# Campynemataceae
Die Campynemataceae sind eine Pflanzenfamilie aus der Ordnung der Lilienartigen (Liliales). Die zwei Gattungen mit nur vier Arten kommen in Neukaledonien und Tasmanien vor.

## Beschreibung
Die Arten der Campynemataceae sind kleine, aufrechtwachsende, ausdauernde krautige Pflanzen. Die oberirdischen Pflanzenteile sind kahl. Sie wachsen aus einem kurzen Rhizom (Campynema) oder einem büscheligen Wurzelhals (Campynemanthe). Die ungestielten Laubblätter sind in Blattscheide und Blattspreite gegliedert. Die einfachen Blattspreiten sind linealisch oder lanzettlich und an der Blattspitze dreigezähnt. Die Laubblätter enthalten reichlich nadelförmige Calciumoxalat-Kristalle (Raphiden). Die Laubblätter stehen bei Campynemanthe in einer grundständigen Blattrosette zusammen und bei Campynema ist nur ein einzelnes grundständiges Laubblatt vorhanden. 
Die Blüten stehen einzeln oder zu mehreren in rispigen oder scheindoldigen Blütenständen, mit Hochblättern (Brakteen). 
Die relativ kleinen, zwittrigen Blüten sind radiärsymmetrisch und dreizählig. Die sechs Blütenhüllblätter sind frei und gleich geformt. Es sind zwei Kreise mit je drei fertilen Staubblättern vorhanden. Die Staubblätter sind mit den Blütenhüllblättern an der Basis verwachsen. Drei Fruchtblätter sind zu einem unterständigen Fruchtknoten verwachsen. Bei der Gattung Campynemanthe ist ein Griffel und bei der Gattung Campynema sind drei Griffel und gleich viele Narben vorhanden.
Die Kapselfrüchte enthalten 20 bis 50 Samen. Die Samen haben eine helle rot-braune Färbung.

## Systematik und Verbreitung
Die Familie Campynemataceae umfasst zwei Gattungen mit nur vier Arten:   
- Campynema Labill. mit einer Art.
  - Campynema lineare Labill.: Sie kommt nur im westlichen Tasmanien vor.[1]
- Campynemanthe Baill.: Mit drei Arten in Neukaledonien:[1]
  - Campynemanthe neocaledonica (Rendle) Goldblatt
  - Campynemanthe parva Goldblatt
  - Campynemanthe viridiflora Baill.

Molekulargenetische Untersuchungen lassen den Schluss zu, das sie gemeinsam mit ihrer Schwestergruppe, den Corsiaceae, eine basale Klade innerhalb der Liliales bilden.